# 三国恋戦記〜オトメの兵法!〜
『三国恋戦記〜オトメの兵法!〜』（さんごくれんせんき オトメのへいほう）は、Daisy2より2010年3月19日に発売された女性向け恋愛アドベンチャーゲーム。マッグガーデン社の無料ウェブ漫画サイト「MAGCOMI」でコミカライズが継続して行われている。
2017年8月25日には第2作となる『三国恋戦記 魁』が発売された。

## ストーリー
ごく普通の女子高生である主人公は、図書館で見つけた不思議な本の発する光を浴び、見知らぬ山中で目を覚ます。そこは黄巾の乱以後、各地に有力者達が割拠し覇権を狙う、古代中国・三国志に似た異世界だった。成り行きで孔明の弟子を名乗ることになった主人公は、玄徳軍に身を寄せ、戦のための策を献じることになる。

## ゲームシステム
プレイヤー（主人公）の選んだ選択肢によってエンディングが変わる、マルチシナリオシステムである。PSP版、PS Vita版、新装版、Android版では、ハッピーエンド後のシナリオが追加されている。（追加シナリオでは選択肢による分岐はない。）また、新装版の本編ではキャラクターの衣装やスチルなども追加されている。

## 登場人物

### 主人公
山田花（やまだ はな）
声 - 無し
17歳。身長 161cm。
高校二年生。不思議な本によって異世界に飛ばされ、孔明の弟子として奮闘する。素直で温和な性格。他者の考えを受け入れる柔軟性を持つが、ここぞという時には自分の意見を押し通す芯の強さ見せる。

### 玄徳軍
黄巾党の反乱を鎮圧する義勇軍として立ち上がり、物語開始時は荊州牧である劉景升に従い、新野城に駐屯している。
劉玄徳（りゅう げんとく）
声 - 三木眞一郎
荊州牧劉景升の客将。 身長 181 cm。
もともとは貧しい暮らしをしていたが、その剣の腕前と人徳によって名を上げた人物。面倒見が良く、頼りがいのある皆の兄貴分。雲長・翼徳とは義勇軍立ち上げの頃からの付き合いであり、義兄弟の契りを交わしている。
関雲長（かん うんちょう）
声 - 櫻井孝宏
劉玄徳の部下。身長 177cm。
無駄口をたたかない良識ある人物であり、間違ったことに対しては辛辣な態度を見せる。常に冷静沈着で、皆の無茶をたしなめる役割を担う。芙蓉姫とは折り合いが悪い。
張翼徳（ちょう よくとく）
声 - 保志総一朗
劉玄徳の部下。身長 187cm。
大らかで人懐っこい無邪気な性格。頭脳に自信はないが、並はずれた腕力を持つ。酒癖が悪く、酔うと人が変わったように周囲に絡む。
趙子龍（ちょう しりゅう）
声 - 石田彰
劉玄徳の部下。身長 169cm。17歳。
仕えるべき主を求め放浪の旅をしていたが、玄徳と出会ってその人柄に心酔する。礼儀正しく真面目で職務に忠実だが、頭が固く少し融通の利かない面がある。槍の名手。
芙蓉姫（ふようひめ）
声 - 河原木志穂
劉玄徳の部下。身長 162cm。
一見たおやかな美人だが、女ながら戦場に立つ女傑武者。父親は玄徳軍旗揚げの際の出資者。気が強く、はっきりとした物言いをするが、心根は優しい。

### 孟徳軍
北部一帯を治める大陸最大の勢力。幼い帝を擁し、国家統一の覇権を狙う。
曹孟徳（そう もうとく）
声 - 森川智之
丞相。身長 178cm。
乱世に乗じて異例の出世を果たし、臣としての最高位に就いた権力者。政治・外交・戦などあらゆる面で天才的な手腕を発揮する切れ者だが、女好きで珍しいものには目がない。
荀文若（じゅん ぶんじゃく）
声 - 竹本英史
曹孟徳の部下。身長 179cm。
孟徳の才を早い時期から見抜き、文官として補佐を務める。生真面目で頑固な性格。神経質であり、不正や無能を何よりも嫌う。
夏侯元譲（かこう げんじょう）
声 - 三宅健太
曹孟徳の部下。身長 185cm。
孟徳の従兄弟であり側近。雄雄しい見た目と性格をしているが、意外と面倒見が良く、部下達からの信頼も厚い。奔放な孟徳の言動に振り回され、日々苦労している。

### 仲謀軍
大陸南東部、揚州を治める。孫家を中心とし、固い絆で結ばれた豪族達の連合勢力。
孫仲謀（そん ちゅうぼう）
声 - 森久保祥太郎
孫家当主。身長 179cm。16歳。
父と兄を相次いで亡くし、当主の座に就いた少年。主君らしく横柄で尊大な態度をとるが、他人の言葉に耳を傾ける器量もあり、周囲からの期待は強い。年若く、経験不足なことを少々気にしている。
周公瑾（しゅう こうきん）
声 - 諏訪部順一
孫仲謀の部下。身長 180cm。
先代の孫家当主である仲謀の兄・伯符の時代から仕え、軍の総指揮官である都督の任に就く。常に微笑を浮かべ、相手に心の内を読ませない。名家の出であり、物腰が柔らかく優雅。
孫尚香（そん しょうこう）
声 - 高口幸子
孫仲謀の妹。身長 164cm。
聡明で快活なしっかり者の姫君。戦に出ることはないが、武芸を好み、「弓腰姫」と称されている。

### その他
諸葛孔明（しょかつ こうめい）
声 - 杉田智和
放浪者。身長 173cm。20歳。
「伏龍」と称される賢人。人里離れた山奥に庵を構え、気ままな放浪生活を送っている。主人公の師匠として神出鬼没に現れ、的確な助言を与える。のらりくらりとした掴みどころのない人物。

## スタッフ
- 制作 - Daisy2
- シナリオ - トム、宙地、（陣内PSP追加シナリオ）
- キャラクターデザイン・原画 - スズケン
- サブキャラクター原画 - 山田まさあき、ぴんすけ
- 音楽 - 細井聡司

## 主題歌
- 初作
  - オープニングテーマ「キセキノページ」
    - 歌 - 石田燿子

  - エンディングテーマ「永遠の歌声、明日咲く花。」
    - 歌 - 石田燿子
- 三国恋戦記〜オトメの兵法!〜 思いでがえし
  - オープニングテーマ「あしたの太陽」
    - 歌 - 石田燿子

## 関連商品

### 音楽CD
- 三国恋戦記〜オトメの兵法!〜 サウンドトラック
- 三国恋戦記〜オトメの兵法!〜 思いでがえし サウンドトラック

### ドラマCD
- 三国恋戦記〜オトメの兵法!〜 公式ドラマCD 「玄徳篇 逢引日和」
- 三国恋戦記〜オトメの兵法!〜 公式ドラマCD 「孟徳篇 過保護すぎる丞相」
- 三国恋戦記〜オトメの兵法!〜 公式ドラマCD 「仲謀篇 若君の休日」
- 三国恋戦記〜オトメの兵法!〜 公式ドラマCD 「孔明篇 誓いの星」
- 三国恋戦記〜オトメの兵法!〜 公式ドラマCD 完全限定生産特装ボックス
- 三国恋戦記〜オトメの兵法!〜 公式ドラマCD 「雲長篇 逢瀬」
- 三国恋戦記〜オトメの兵法!〜 公式ドラマCD 「翼徳篇 新米夫婦の予行演習」
- 三国恋戦記〜オトメの兵法!〜 公式ドラマCD 「子龍篇 新婚の十カ条」
- 三国恋戦記〜オトメの兵法!〜 公式ドラマCD 「文若篇 新郎は仕事の虫」
- 三国恋戦記〜オトメの兵法!〜 公式ドラマCD 「公瑾篇 周都督の新婚生活」
- 三国恋戦記〜オトメの兵法!〜 公式ドラマCD 「早安篇 新婚道中」
- 三国恋戦記〜オトメの兵法!〜 公式ドラマCD 完全限定生産特装コンプリートBOX

### 漫画
- 三国恋戦記〜オトメの兵法!〜 月刊コミックアヴァルス連載、Daisy2（原作）あず真矢（漫画）

1. ISBN 978-4861279850（2012年4月14日発売）
2. ISBN 978-4800000545（2012年10月15日発売）
3. ISBN 978-4800001603（2013年5月15日発売）
4. ISBN 978-4800002327（2013年11月15日発売）
5. ISBN 978-4800003102（2014年5月15日発売）(完結)

- 三国恋戦記〜オトメの兵法!〜 コミックアンソロジー Daisy2全面監修
  - ISBN 978-4776735809（2013年12月11日発売）
- 三国恋戦記〜籠中の鳥〜 マッグガーデンコミックオンライン コミックアヴァルス連載、Daisy2（原作）あず真矢（漫画）

1. ISBN 978-4800004291（2015年3月14日発売）
2. ISBN 978-4800005199（2015年11月14日発売）

- 三国恋戦記〜江東の花嫁〜  MAGCOMI（旧・マッグガーデンコミックオンライン） コミックアヴァルス連載、Daisy2（原作）あず真矢（漫画）

1. ISBN 978-4800005793（2016年5月14日発売）
2. ISBN 978-4800006776（2017年4月15日発売）

- 三国恋戦記〜とこしえの華墨〜 MAGCOMI コミックアヴァルス連載、Daisy2（原作）あず真矢（漫画）

1. ISBN 978-4800007452（2018年2月15日発売）
2. ISBN 978-4800008190（2019年1月15日発売）

### 書籍
- 三国恋戦記〜オトメの兵法!〜 公式ビジュアルファンブック 一夜常夜（ひとよとこよ）
  - ISBN 978-4776796152（2012年11月22日発売）
- 三国恋戦記 思いでがえし 十色永色（といろといろ） 公式ビジュアルファンブック
  - ISBN 978-4776796718（2016年7月28日発売）

### バラエティディスク
三国恋戦記〜オトメの兵法!〜 思いでがえし
「ノベルパート」「三国漫遊記」「プチゲーム&アクセサリー」からなるファンディスク。プラットフォームはWindows。ノベルパートでは、各ルートエンディング後の後日談や、本編のシーンを主人公以外の視点で描いたショートストーリーがある。